# Перша битва на Ені

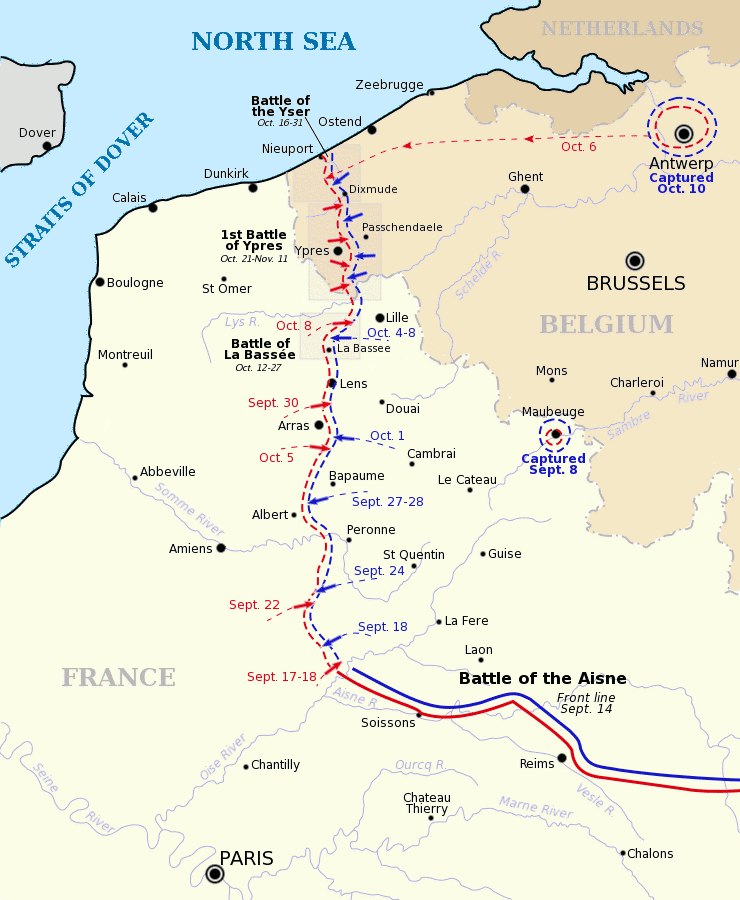
Карта «бігу до моря» під час якого точилася перша битва на Ені. Осінь 1914

Перша битва на Ені (фр. 1re Bataille de l'Aisne та нім. Erste Aisneschlacht; 12—20 вересня 1914) — оборонна операція військ Антанти проти правового крила німецької армії (1-ша та 2-га армії), яка стала продовженням першої битві на Марні на Західному фронті за часів Першої світової війни.

## Зміст
12 вересня 1914 року після безуспішної спроби німців прорвати оборону французько-англійських військ на Марні армії кайзера відступили на північ і зайняли оборону по річках Ена і Вель. У свою чергу, війська генералів Ж. Жоффра та Дж. Френча вийшли на цей рубіж 13 вересня і продовжили наступ. Три дні, до 15 вересня, точилися запеклі зустрічні бої, а поодинокі бойові дії продовжувались до 20 числа, але все закінчилося безрезультатно. Обидві сторони були знекровлені й виснажені у двох битвах. У деяких ротах з 300 осіб залишилося лише 50, а в полках вибило майже всіх офіцерів. Тому Німеччина та її противники, Англія і Франція, перейшли до позиційної оборони. Битва на Ені остаточно оформила позиційний, затяжний характер війни на виснаження всіх сил і ресурсів.

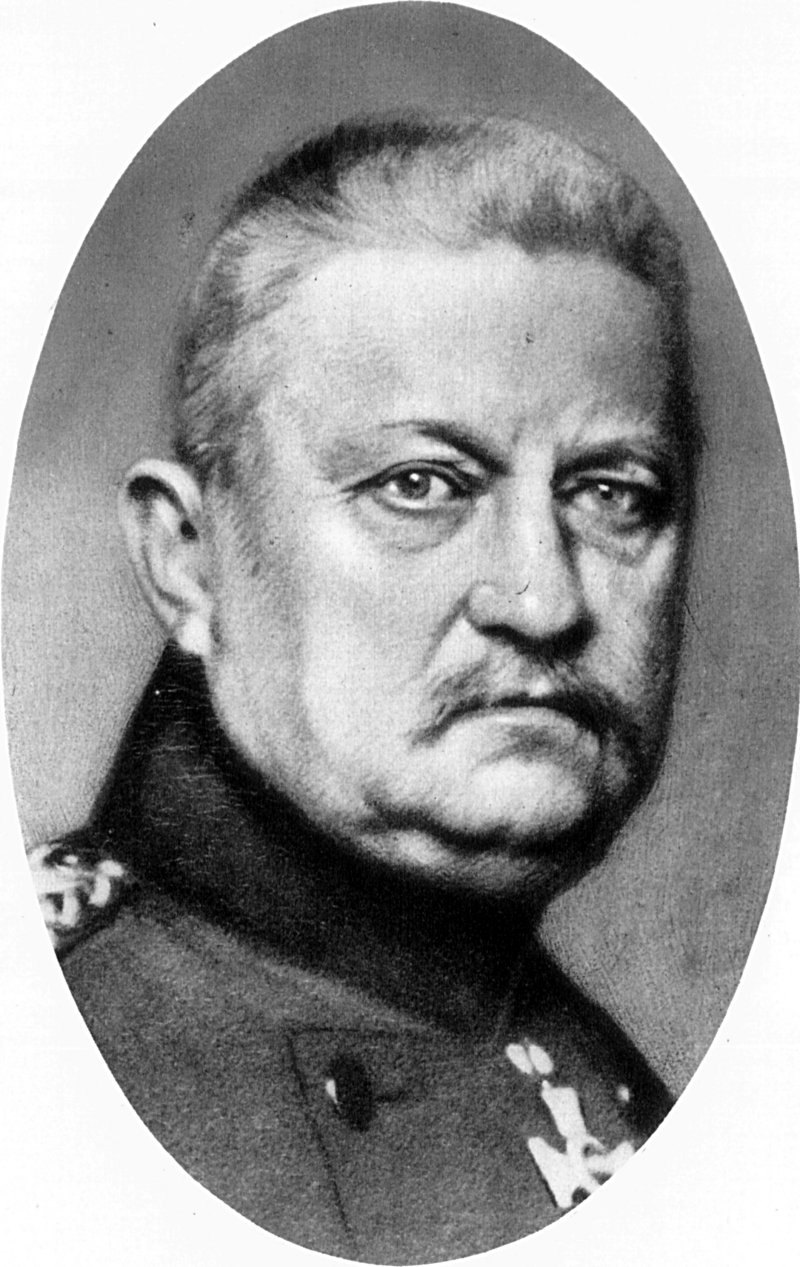
Генерал-полковник Карл фон Бюлов

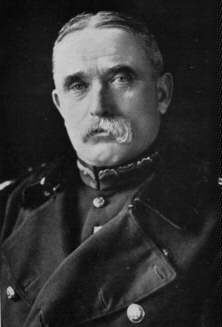
Генерал Джон Френч

## Положення сторін
Після битви на Марні французьке командування, переоцінив підсумки битви, як до цього німці переоцінили успіх Прикордонної битви, було переконане, що здобуло рішучу перемогу, і німці будуть відступати до Маасу, а може бути, і далі — за кордон Німеччини. Однак, німецькі армії не були розбиті, хоча і зазнали серйозних втрат, а відступ підірвав їхній бойовий дух. До того ж, природні перешкоди на північ від річки Ена, давали можливість німецьким військам можливість закріпитися. 1-ша німецька армія закріпилася на північ від р. Ена на лінію Нампсель — Нуврон — Кюффі — північні околиці Конде. 2-га німецька армія займала позиції вздовж Ен-Марнського каналу до Прон. Її правий фланг розташовувався у Беррі-о-Бак. Між арміями Клюка і Бюлова зберігся великий розрив, що залишився з часів битви на Марні. Мольтке ще 11 вересня віддав наказ 1-й і 2-й арміям закріпитися, і ліквідувати розрив між флангами.
У свою чергу, союзники ударом у цей стик двох німецьких армій і обхідним маневром великих кавалерійських з'єднань могли зірвати намагання німців реорганізуватися та закріпитися на цих рубежах. Проте, союзні армії не поспішали.
Проти двох німецьких армій французи та британці розгорнули три армії. Частини 6-ї французької армії зосередились на лівому фланзі, вони стояли на південному березі річки Ена з передовими частинами по лінії Кюїз-ла-Мотт — Вік — Пернан — Суассон. Частини англійської армії були в центрі, вони вийшли в район Брена і Венізеля. На правому фланзі розташовувалися війська 5-ї французької армії. Її лівий фланг був у районі Фіма і Брея, а правий — у Реймса.

## Битва
13 вересня 1914 року передові підрозділи 6-ї французької армії зав'язали бої з німецькими ар'єргардами, за якими на висотах вже закріпилися головні сили німецької армії. Британці форсували річку, і вийшли на лінію Круї, Міссі і Ваї-сюр-Ен та правим крилом вийшли до Пассі-Гриньї і стали охоплювати лівий фланг 1-ї німецької армії. Лівофлангові частини 5-ї французької армії увійшли в розриві між німецькою арміями. Кіннота Конно, форсувавши Ену, до полудня дійшла до Сіссона і Аміфонтена. Правий фланг 5-ї армії вів бої з німцями на лінії Ен-Марнського каналу у Бримона і Бермерикура. До вечора французькі війська зайняли Реймс, який німці залишили без бою.

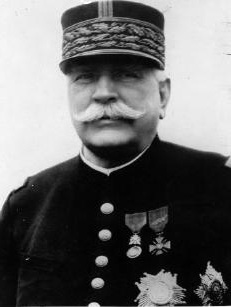
Армійський генерал Жозеф Жоффр

Німецьке командування, враховуючи важке становище правого флангу 2-ї армії, починає вживати термінових заходів по його зміцненню. На лінії Агількур, Бермерикур, Бримон зайняв позиції 7-й армійський корпус. По рубежу річки Ена від Нефшатель до Ретеля зайняли ландверні частини і кіннота. Одночасно німецьке командування намагалось терміново закрити проломи між 1-ю і 2-ю арміями, для чого ввели у битву два корпуси 7-ї армії, яку ще в період битви на Марні зосереджували у Сен-Кантена. 7-й резервний корпус і 15-й корпус були спрямовані до Лана. Крім того, на правий фланг армії Бюлова терміново перекидалися 12-й, 6-й і 18-й корпуси зі складу 4-ї і 5-ї німецьких армій. Таким чином, німецька оборона на Ені була значно посилена.
Німці успішно здійснили перегрупування сил та атакували французькі війська у фланг. У ніч на 14 вересня 7-й резервний корпус посилив лівий фланг 1-ї німецької армії. Тим часом до Лана вже підходив 15-й армійський корпус, який отримав завдання наступати в напрямку Реймса. Його наступ повинен був підтримати 7-й резервний корпус.
Вважаючи, що переслідує розбитого противника, і німецькі армії будуть продовжувати відхід, французьке командування 14 вересня визначили подальші наступальні завдання своїм військам: 6-та армія повинна була рухатися на захід від р. Уаза; Британський експедиційний корпус — між Уазою і Ланом. Кавалерійський корпус Бріда отримав завдання перейти до Розьєра, щоб обійти правий фланг німецької армії.
Вранці 14 вересня 1914 року основні сили 6-ї французької армії відновили наступ і потіснили передові частини 1-ї німецької армії, вийшовши на лінію Баї, Пюїзе і Кюффі. Однак, незважаючи на деякі успіхи, наступ 6-ї французької армії розвивався повільно і видимих успіхів в обході правого флангу 1-ї німецької армії не спостерігалося.
Набагато небезпечніше становище для 1-ї німецької армії склалося на її лівому фланзі, де наступала британська армія. Незважаючи на те, що ще не всі сили Британського експедиційного корпусу були зосереджені на північному березі річки Ена, британське командування вирішило наступати та зранку 14 вересня перейшло в наступ. В результаті запеклих боїв німці зупинили лівий фланг британської армії у Круї, а центр залишився утримувати позиції на річці Ена. Праве крило британців потіснило противника та опанувало Серні. В результаті виникла небезпека прориву британських військ і оточення правофлангових з'єднань 1-ї німецької армії силами 6-ї французької та БЕК. Німецький головнокомандувач Мольтке навіть був готовий, якщо ситуація не стабілізується, відвести правий фланг 1-ї армії до Ла-Феру. У небезпечному положенні знаходився і лівий фланг 1-ї німецької армії, особливо у зв'язку з тим, що французька кавалерія просунулася аж до Сіссона, французькі резервні дивізії дійшли до Жувенкура, а 18-й французький корпус наступав у східній частині хребта Шемен-де-Дам, захопивши більшу частину цього хребта у Краонном, Краоннель і Юртебіза.
Однак прибуття частин 15-го корпусу виправило становище німецького фронту. Після полудня 14 вересня 15-й корпус вийшов до Корбені й посилив фронт 7-го резервного корпусу, який раніше перейшов на цій ділянці до оборони, аж до Аміфонтена. Додатково командувач 2-ї німецької армії фон Бюлов встиг перекинути на північний берег р. Ена частину своїх сил, встановивши зв'язок з 15-м корпусом. Це змусило французьке командування відтягнути всю кінноту назад. Таким чином, французи не змогли скористатись вигідним положенням, коли між 1-ю і 2-ю німецькими арміями тривалий час існував розрив, на свою користь.
Французьке командування усвідомивши, що веде бої ні з ар'єргардами ворога, які відходять, а з основними силами німецької армії, що закріпилися на добре укріплених позиціях, 15 вересня віддало наказ припинити наступ і закріпитися на досягнутих рубежах. Французи стали окопуватися.
15 вересня на фронті 6-ї французької армії і британської армії йшли локальні бої місцевого значення для поліпшення свого тактичного становища, поки основні сили розпочали створювати укріплені позиції. Тим часом, на фронті 5-ї французької армії наступали вже німці. В районі Краонну правий фланг 2-ї німецької армії наступав на Беррі-о-Бак і Понтавер. В результаті французький 18-й корпус і дві резервні дивізії виявилися у скрутному становищі і, незважаючи на підтримку інших формувань 5-ї армії і кінноти, стали відходити. В результаті німецькі війська закрили пролом між 1-ю і 2-ю арміями, змогли витіснити французький «клин» і створили суцільний фронт.

## Підсумки битви
Результатом першої битви на Ені стало те, що ні союзники, ні німці не змогли досягти визначеної мети. Командування західних союзників не скористалось слушним моментом, щоб використати розрив між 1-ю і 2-ю німецькими арміями, для їхнього глибокого охоплення та розгрому. Також французи не змогли скористатися наявними можливостями кінноти з обходу правого флангу німецького фронту. Цьому сприяли не тільки суб'єктивні чинники, на зразок помилок французького командування, а й об'єктивні. Французи були змучені попередніми боями і маршами, коли армія спочатку відступала від французько-бельгійського кордону до Сени, а потім перейшла в контрнаступ. Дивізії ослабли і порідшали, сил для швидкого ривка вперед не було.
Німецьке командування цього разу відреагувало блискавично та встигло створити стійку оборону, підтягнути резерви і закрити пролом між 1-ю і 2-ю арміями. Французький наступ був відбитий.
З цього моменту в районі битви на р. Ена і на іншому фронті на схід через Верден аж до Швейцарії обидві сторони, виснажені та знекровлені битвами на Марні та Ені, перейшли до оборони. Почався період позиційної війни. Велику роль у переході обох армій до оборони зіграв і фактор браку боєприпасів. Німці, французи і британці просто розстріляли всі запаси, які були. Адже ніхто не розраховував на тривалу війну, всі вірили в бліцкриг і швидку перемогу.
Після створення суцільного фронту, який простягнувся до швейцарського кордону, вільний простір залишилося тільки на заході від річки Уази і далі аж до моря. У цьому проміжку обидві сторони ще намагалися маневреними діями обійти один одного. Ці операції отримали назву «біг до моря».